# 1952年ヘルシンキオリンピックのベネズエラ選手団
1952年ヘルシンキオリンピックのベネズエラ選手団（1952ねんヘルシンキオリンピックのベネズエラせんしゅだん）は、1952年7月19日から8月3日にかけてフィンランドの首都ヘルシンキで開催された1952年ヘルシンキオリンピックのベネズエラ選手団、およびその競技結果。

## 概要
今大会は銅メダル1個の合計1個のメダルを獲得した。
陸上男子三段跳びでアルノルド・デボニシュが銅メダルを獲得、ベネズエラにオリンピック初メダルをもたらした。

## メダル
| メダル | 選手名                 | 競技 | 種目       |
| ------ | ---------------------- | ---- | ---------- |
| 銅     | アルノルド・デボニシュ | 陸上 | 男子三段跳 |